# Quercus canariensis
Quercus canariensis är en bokväxtart som beskrevs av Carl Ludwig von Willdenow. Den ingår i släktet ekar och familjen bokväxter. Inga underarter finns listade.

## Beskrivning och ekologi
Quercus canariensis är ett storvuxet, snabbväxande träd som kan bli upp till 30 m högt. Stammen kan bli upp till 1 m i diameter, och kronan är vid, som hos många ekar. Barken är nästan svart, tjock och sprucken. Arten behåller ofta löven på hösten. Arten är vindpollinerad, och blomningen inträffar mellan april och maj. Frukten, ekollonet, mognar till hösten och tjänar som näring för många djurarter.
Eken föredrar skyddade lägen med fuktig jord, som flodstränder eller dalar. Den förekommer också i bergen. Arten har ett stort vattenbehov, och behöver minst 800 mm nederbörd under sommaren för att må bra. Trädet växer vanligen tillsammans med andra ekar som korkek och stenek. I introducerade områden förekommer det att den hybridiserar med vanlig ek (Quercus robur). Eken kan bli drygt 300 år gammal.

## Utbredning
Arten förekommer naturligt i Nordafrika i Marocko, Algeriet och Tunisien samt på den södra Iberiska halvön. Den kan förekomma längre norrut som infört prydnadsträd.

## Hotstatus
Arten är klassificerad under kunskapsbrist (DD), men IUCN har ändå lyckats identifiera vissa hot, som skogsbränder och skogsavverkning. Lokalt i Portugal är det vanligt att trädet avverkas för att ge plats åt eucalyptusplantager. I Spanien är populationen fragmenterad i 10 till 20 subpopulationer, vilket även det är till men för arten. På grund av trädets känslighet för torka bedöms klimatförändringarna också vara ett hot.

## Etymologi
Trots artepitetet canariensis finns arten inte på Kanarieöarna. Vissa källor uppger att arten en gång funnits där, men försvunnit för länge sedan på grund av mänskliga aktiviteter; andra hävdar att namnet beror på en missuppfattning och att arten aldrig förekommit på Kanarieöarna.

## Bildgalleri

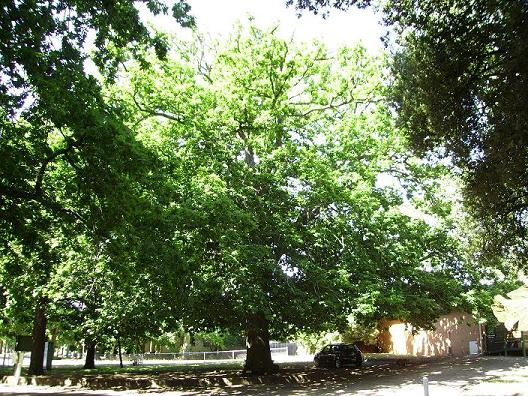
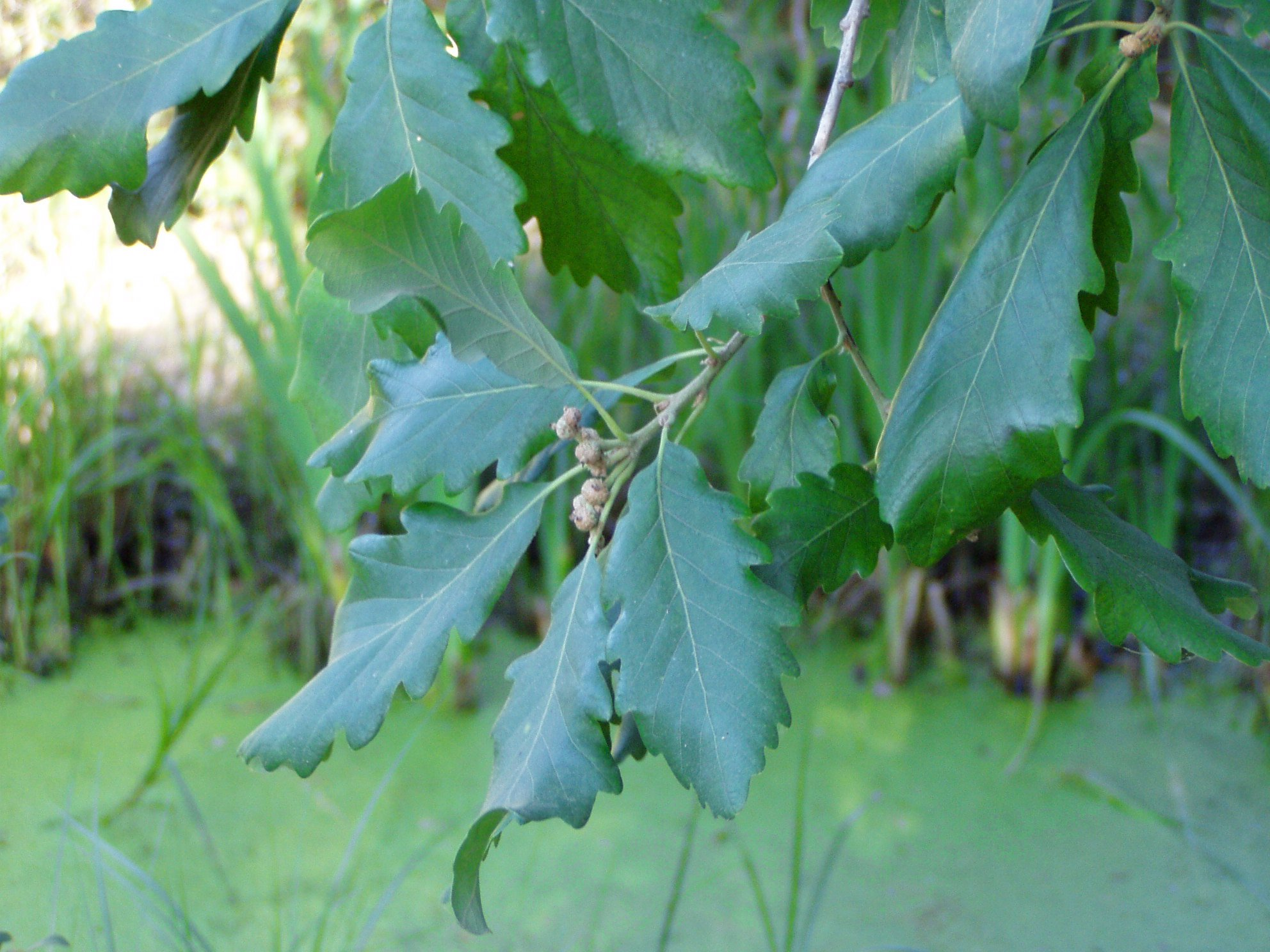
Quercus canariensis, löv.
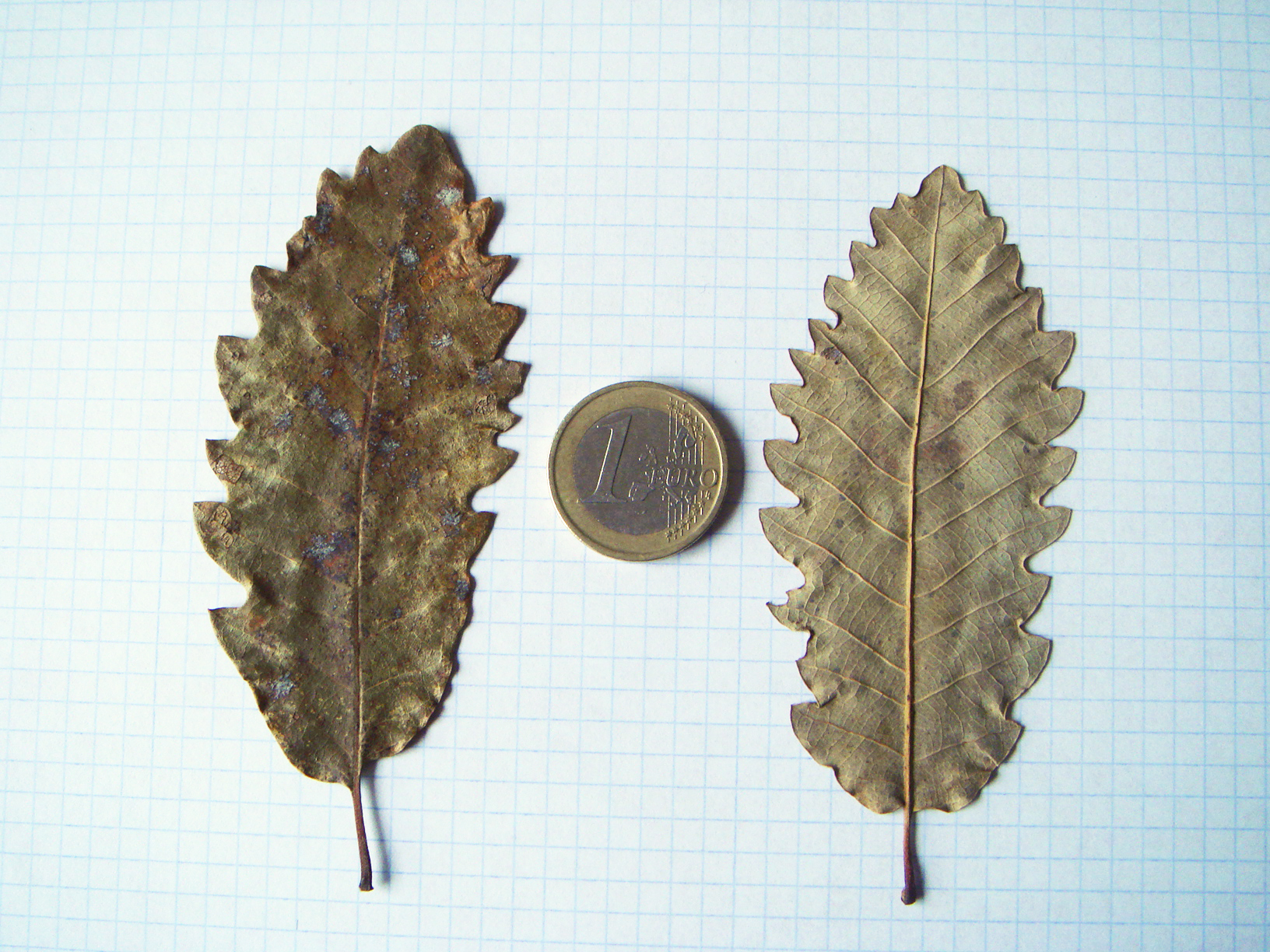
Löv, jämförda med ett 1-euromynt.
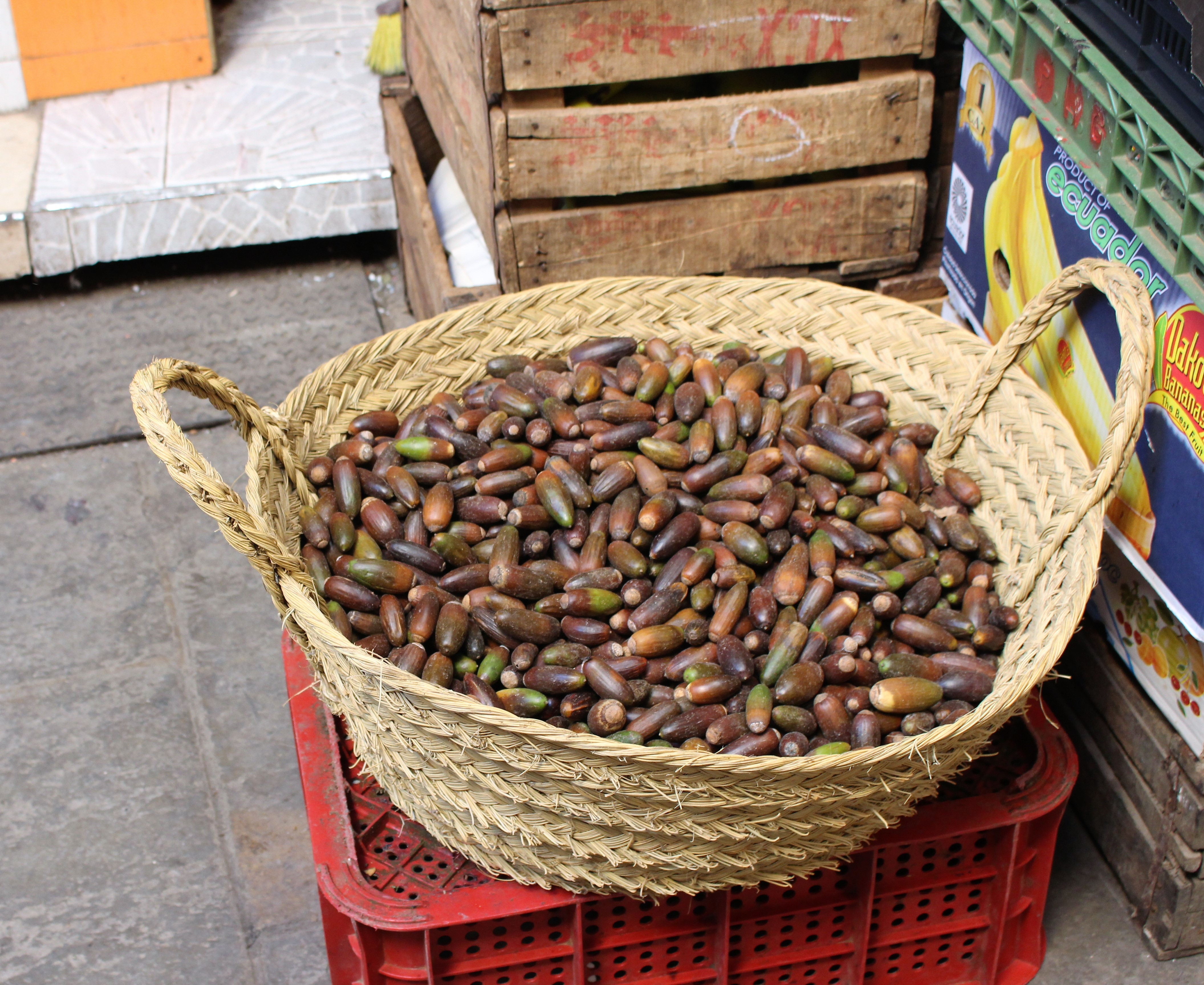
Insamlade ekollon.